# Пруговац (Клоштар Подравски)
Пруговац је насељено место у саставу општине Клоштар Подравски у Копривничко-крижевачкој жупанији, Република Хрватска.

## Историја
До територијалне реорганизације у Хрватској налазио се у саставу старе општине Ђурђевац.

## Становништво
На попису становништва 2011. године, Пруговац је имао 687 становника.

## Попис1991.
На попису становништва 1991. године, насељено место Пруговац је имало 826 становника, следећег националног састава:
| Попис 1991.‍  | Попис 1991.‍  | Попис 1991.‍ | Попис 1991.‍ | Попис 1991.‍ |
| ------------ | ------------ | ----------- | ----------- | ----------- |
|              |              |             |             |             |
| Хрвати       | Хрвати       |             | 803         | 97,21%      |
| Југословени  | Југословени  |             | 2           | 0,24%       |
| Словенци     | Словенци     |             | 1           | 0,12%       |
| Срби         | Срби         |             | 1           | 0,12%       |
| Украјинци    | Украјинци    |             | 1           | 0,12%       |
| неопредељени | неопредељени |             | 6           | 0,72%       |
| непознато    | непознато    |             | 12          | 1,45%       |
| укупно: 826  |              |             |             |             |